# 線紋蠍魚
線紋蠍魚為輻鰭魚綱日鱸目蠍魚科蠍魚屬的其中一種，傳統上歸類於鱸形目舵魚科。
本魚分布於西南太平洋區，包括澳洲、紐西蘭、豪勛爵島、諾福克島海域，棲息深度1-30公尺，體長可達30公分，棲息在沿海礁石區。